# لاغاتا
بلدية لاغاتا (بالإسبانية: Lagata) هي بلدية تقع في مقاطعة سرقسطة التابعة لمنطقة أراغون شمال شرق إسبانيا.

## الديموغرافيا
بلغ عدد سكان بلدية لاغاتا 145 نسمة عام 2011 (وفقاً للمعهد الوطني الإسباني للإحصاء).
| 157 | 153 | 132 | 141 | 144 | 137 | 145 |